# Show Me (canção de Jessica Sutta)
"Show Me" é uma canção da artista americana Jessica Sutta, sendo escrita por Alex Geringas, Paddy Dalton e o compositor Busbee, que liricamente fala sobre como as ações falam mais alto que as palavras. Musicalmente, a música é inspirada em um clube. "Show Me" estreou no Idolator em 3 de agosto de 2011 e foi lançado em 23 de agosto de 2011 pela Hollywood Records.
"Show Me" é composto como uma música uptempo dance-pop e electropop com uma batida de synthpop. A música recebeu críticas positivas, com críticos de música elogiando a natureza da faixa e o sintetizador pop associado a ela. A música alcançou o primeiro lugar nas músicas do Hot Dance Club Songs nos Estados Unidos, tornando-se a primeiro single-número um e primeira Pussycat Doll a liderar a parada do Billboard Club como artista solo. "Show Me" é a segunda canção de Jessica no topo após sua colaboração em 2007 com Dave Audé, "Make It Last", enquanto "White Lies" com Paul Van Dyk atingiu o terceiro lugar no mesmo ano.
Um videoclipe foi filmado para o single, com Sutta em um clube underground, dançando na pista. O vídeo recebeu críticas positivas, com algumas semelhanças com "All Nite (Don't Stop)", de Janet Jackson, e "Till the World Ends", de Britney Spears. A música foi apresentada no filme original Teen Spirit da ABC Family. Um EP remix foi lançado no iTunes.

## Antecedentes
Em 2010, após deixar as Pussycat Dolls, Jessica deu início a produção de seu primeiro álbum de estúdio, anunciando em 15 de maio que estaria trabalhando com Cedric Gervais. Em 19 de outubro lança seu primeiro single, "I Wanna Be Bad", produzida por Tearce Kizzo e liberada através de sua própria gravadora independente, a Pinup Angel Productions. Em 2011 anunciou que havia assinado com a Hollywood Records, gravadora conhecida por ser o lar de Disney-stars como Demi Lovato, Miley Cyrus e, antigamente Hilary Duff. Quando perguntada sobre os rumos que tomaria em seu novo trabalho solo, Jessica declarou:
| “ | Como artista eu cresço a cada dia. Estou tentando trazer novos sons e letras divertidas, para ser uma parte do mundo da dança, onde as pessoas podem se sentir sexy. Minha música mostra quem eu sou por dentro." | ” |

## Composição e lançamento
A canção foi composta e produzida pelo estadunidense Busbee, conhecido por trabalhar com Timbaland e Katy Perry na canção "If We Ever Meet Again", Girls' Generation em "Run Devil Run", Rascal Flatts na canção "Summer Nights" e Lady Antebellum em "Our Kind of Love" e "Ready to Love Again". A mixagem da canção ficou por conta da indicada par o Grammy Awards Veronica Ferraro, sendo que os remixes oficiais lançados no single foram realizados pelos produtores Dave Audé, com quem a cantora já havia trabalhado em "Make It Last", Alex Gaudino, Jason Rooney e Ralphi Rosario.

## Recepção da crítica
A canção recebeu críticas em sua maioria positivas. Robbie Daw do Idolator iniciou sua revisão dizendo que Jessica sempre foi a Pussycat Dolls mais carismatica, sendo sua preferida e que ela "tem real atitude nas entrevistas, bem como um lado brincalhão, travessa". Sobre a canção o crítico disse que é totalmente pop e energética, e que a cantora está preparando um hit. O site Novidade Pop declarou que a canção "promete invadir as boates do mundo ao seu som eletrizante e contagiante", aconselhando as pessoas à dançar a canção: "Tome seu banho, vista a roupa mais “cool” e saía pra dançar ao novo som de Jessica Sutta". O site Celebuzz! declarou que se "seu o iPod está desgastado com de tocar as mesmas canções", a nova pedida para quebrar isso é a canção de Jessica Sutta, intitulada como contagiante. O site ainda declarou que "Basta ouvir uma vez e você estará pronto para dominar a pista de dança, graças ao ritmo digno das boates e à batida quente", avaliando-a positivamente. O Few Off Snow 2 também avaliou a canção como boa e disse que, com isso, Jessica "promete fazer de tudo para emplacar seus singles". Já o site Homorazzi declarou que a canção é apaixonante e do calibre que Jessica Sutta merece, diferente de "I Wanna Be Bad", que era fraca.

## Videoclipe
O videoclipe da canção foi gravado na semana de 15 de julho de 2011 em Nova Iorque. Em 3 de agosto uma prévia foi liberada pela Hollywood Records mostrando Jessica Sutta em um clube noturno, cercada por dançarinos. O vídeo terá sua estreia mundial em 6 de agosto no canal ABC Family, sendo lançado para o site Youtube no dia seguinte, 7 de agosto.

### Sinopse

Capturas de ecrã do videoclipe

O vídeo se inicia com a cidade de Nova Iorque a noite iluminada, quando se ouve uma sirene policial, até que o video vai aprofundando a debaixo da terra, até chegar ao subsolo, onde há uma boate subterrânea. Jessica Sutta é vista caminhando sorrindo, seduzindo um rapaz, enquanto as pessoas dançam. Em uma outra cena é mostrada a cantora sozinha cantando e se expressando em uma parede com as luzes vermelhas sobre ela. Em outra cena Jessica aparece cantando em uma plataforma mais alta com pessoas dançando em volta dela mais abaixo, chegando no refrão da canção quando todos dançam a coreografia do single. A festa no subsolo começa a consumir muita eletricidade, acabando por pifar os geradores e toda a cidade de Nova Iorque de apaga. A partir desse momento o vídeo começa a se passar no escuro, com as pessoas da festa usando lanternas e continuando a dançar, sendo que o rapaz que Jessica Sutta trocou olhares na entrada, procura por ela em todos os cômodos. Enquanto isso a cantora aparece cantando no balcão do bar, sendo mostrada também dançando com um grupo de garotas à iluminando com as lanternas em um corredor escuro. Pessoas aproveitam a falta de luz para se beijar e insinua-se que há pessoas fazendo sexo no banheiro, ao mesmo tempo que uma garota escreve "SHOW ME", com um batom no espelho. As luzes de toda cidade voltam a se acender e, consequentemente, também da festa. Jessica canta e dança o último refrão, quando o rapaz finalmente encontra-a e dança com ela até se beijarem.

### Recepção da critica
O site Few Off Snow 2, já através da prévia, declarou que o vídeo lembrava "On the Floor", de Jennifer Lopez, ao compor o mesmo contexto se passando em uma boate, onde a cantora aparece dançando em um suporte mais alto com o público em sua volta abaixo. O site GLBT Homorazzi fez positivas críticas dizendo que "O vídeo é tudo que você esperaria e quer para esta faixa dançante. Ele destaca a sexualidade na dança de Sutta e dá-lhe uma plataforma onde ela possa brilhar. É quente.". Já o site Música de Vitrola disse que o videoclipe tem "uma produção digna" e, pelo desenvolvimento, Jessica se mostra inabalavel.

## Faixas
| Download digital |           |         |  |
| N.º              | Título    | Duração |  |
| 1.               | "Show Me" | 3:44    |  |

| EP de Remixes |                                                    |         |  |
| N.º           | Título                                             | Duração |  |
| 1.            | "Show Me" (Dave Audé Club Mix)                     | 7:09    |  |
| 2.            | "Show Me" (Alex Gaudino and Jason Rooney Club Mix) | 6:34    |  |
| 3.            | "Show Me" (Ralphi Rosario Club Mix)                | 8:09    |  |

## Paradas
| Paradas (2011)                        | Melhor posição |
| ------------------------------------- | -------------- |
| Estados Unidos - Hot Dance Club Songs | 1              |

## Histórico de Lançamento
| País           | Data                     | Formato                              | Gravadora         |
| -------------- | ------------------------ | ------------------------------------ | ----------------- |
| Estados Unidos | 9 de agosto de 2011      | Download digital                     | Hollywood Records |
| Estados Unidos | 23 de agosto de 2011     | CD single, download digital, airplay | Hollywood Records |
| Mundialmente   | 23 de agosto de 2011     | Download digital, airplay            | Hollywood Records |
| Austrália      | 26 de agosto de 2011     | Download digital                     | Hollywood Records |
| Nova Zelândia  | 26 de agosto de 2011     | Download digital                     | Hollywood Records |
| Países Baixos  | Setembro/Outubro de 2011 | Download digital, airplay            | Hollywood Records |
| Estados Unidos | Outubro de 2011          | Rádio rítmica                        | Hollywood Records |